# Susan Clark
Susan Clark, född 8 mars 1940 i Sarnia i Ontario, är en kanadensisk skådespelare.  Clark är främst känd för sin roll i den amerikanska sitcomen Webster där hon medverkade med sin dåvarande make Alex Karras.
Clark hade ledande roller i flera filmer i början av karriären, bland andra Coogans bluff (1968) med Clint Eastwood, Jakten på Willie Boy [1969) med Robert Redford, Valdez (1971) med Burt Lancaster och Dödligt utspel (1975) med Gene Hackman. 1976 blev Clark Emmynominerad för sin roll i Amelia Earhart, en biografisk TV-film om Amelia Earhart och hennes äktenskap med George P. Putnam.

## Filmografi
- 1967 – Banning
- 1968 – Brottsplats Manhattan
- 1968 – Coogans bluff
- 1969 – Jakten på Willie Boy
- 1970 – Colossus: The Forbin Project
- 1970 – Vem är apan?
- 1970 – The Body Beneath
- 1971 – Valdez
- 1971 – Skin Game
- 1973 – Doberman Patrol
- 1974 – Sista uppgörelsen
- 1974 – Katastroflarm
- 1974 – En gång snut, alltid snut
- 1975 – Dödligt utspel
- 1975 – Äppelknyckargänget
- 1976 – Amelia Earhart
- 1979 – En studie i skräck
- 1979 – Eldstormen
- 1980 – Mord utan vittne
- 1981 – Nobody's Perfect
- 1982 – Porky's
- 1983–1989 – Webster (TV-serie)
- 1991 – Mord och inga visor (TV-serie)
- 1994 – Insnöade